# Lazare (roman)
Pour les articles homonymes, voir Lazare (homonymie).
Lazare (Lazarus) est un roman de l'écrivain australien Morris West, paru à Londres en 1990.
Ce roman constitue le troisième volet de la « Trilogie du Vatican » de l’auteur, après Les Souliers de saint Pierre et Les Clowns de Dieu.

## Résumé
Le pape Léon XIV, conservateur fervent et produit parfait de la hiérarchie vaticane, subit une opération de pontage coronarien. Cette expérience le transforme profondément, l’amenant à revoir sa vision du monde et à vouloir réformer la Doctrine de la Foi pour la rendre moins répressive, secrète et autoritaire. Parallèlement, un complot visant à assassiner le pape se dévoile alors qu’il récupère dans une clinique suisse.

## Réception critique
Ralph Elliott, dans The Canberra Times, souligne la force narrative de Morris West et la capacité du roman à inciter à la réflexion sur le rôle de l’Église, le terrorisme et les dilemmes moraux, tout en explorant le sens du titre, Lazarus.
Maryanne Confoy, dans son étude littéraire, note que West exprime à travers Lazarus son inquiétude face à l’irrélevance croissante de l’Église dans un monde marqué par les abus des droits humains, tout en soulignant la nécessité du message chrétien d’amour, de paix et de justice.

## Historique des publications
Après sa publication originale en 1990 par Heinemann à Londres, le roman a été publié notamment aux États-Unis par St. Martin's Press en 1990 et en Australie par Allen & Unwin en 2017.
Le roman a été traduit en espagnol en 1990.